# Rafael Méndez (trompetista)
Rafael Méndez Arceo (Jiquilpan, 26 de marzo de 1906 - 15 de septiembre de 1981) fue un virtuoso trompetista mexicano. Su grabación más famosa, "Moto Perpetuo", fue escrita en el siglo XVIII por Niccolo Paganini para el violín. Para lograr tocar esta pieza, Méndez combina las técnicas de "doble lengua" continuamente por más de 4 minutos mientras respira en forma circulatoria para dar la ilusión de no respirar mientras seguía tocando. De 1950 a 1975, Méndez se convirtió en un solista de tiempo completo, y tuvo hasta 125 presentaciones por año. También se mantuvo activo en el estudio de grabación. Muchas de estas grabaciones están disponibles en discos compactos.
Méndez fue legendario por su tono, el alcance de sus notas y su técnica. Su forma de tocar se caracterizaba con tonos vibrantes, amplio vibrato y articulaciones rápidas y limpias. Su repertorio fue una mezcla de música clásica, popular, jazz y música mexicana y mariachi. Méndez también contribuyó varios arreglos y composiciones originales al repertorio de la trompeta. Su Scherzo en re menor se escucha con frecuencia en recitales, y también ha sido grabado por David Hickman

## Datos biográficos
Sus padres fueron Maximino Méndez y Gutiérrez e Irene Arceo Gálvez. Rafael fue el cuarto de quince hijos.
Su padre Maximino era maestro de violín, mandolina y trabajaba como músico en fiestas de clase social alta. En 1911 comienza a tocar corneta. Por su estatura era el único instrumento que podía tocar. Ese mismo año el padre Maximino funda una orquesta con algunos de sus hijos. En 1916 Pancho Villa los contrató como su orquesta personal.
Se dice que en tiempo de guerra la orquesta tocaba todos los días a las cinco de la tarde y se hacía una tregua. Luego de esto continuaba la guerra. A Pancho Villa le gustaba mucho cómo el pequeño Rafael tocaba la corneta y era su cornetista oficial. Su corneta estaba pegada con miel de abejas y un día Villa le pidió que tocara bajo el sol. La miel de abejas se derritió y la corneta se despegó. A Villa le molestó y rompió la corneta contra el piso. Cuando se le pasó la cólera le regaló la mejor corneta que se podía conseguir en México. Luego de seis meses Pancho Villa lo pone en un pelotón de fusilamiento y luego lo escolta hasta cerca de su casa. Su padre no quería que siguiera con la corneta porque pensaba que podía desarrollar tuberculosis y se la escondía pero siempre la encontraba.

## En los Estados Unidos
En 1918 deja el grupo de sus hermanos y comienza a trabajar como músico en diferentes circos. En el 1920 regresa a Jiquilpan a la Orquesta de su padre. En 1921 se une al ejército. En 1926 se muda a Gary, Indiana, Estados Unidos. Comienza a trabajar en minas de acero en turnos de doce horas.
Buscando una mejor oportunidad en la música, se muda a Flint, Míchigan y trabaja en una fábrica de Buick (1926). Un día fue a ver la orquesta de esta fábrica y como su inglés era malísimo, señaló la trompeta para decir que la podía tocar. Le dieron la trompeta y le pusieron una de las marchas más difíciles. La tocó sin problemas. Comenzó a trabajar como músico a tiempo completo. Luego pidió dinero prestado y se fue a Detroit. Sin trabajo, vendió la trompeta para comprarse un abrigo. Ganaba sólo para comer tocando guitarra(1927).

## Como solista contratado
Un día pasó por una tienda de instrumentos musicales y a insistencias del dueño probó una trompeta. Russ Morgan, director de la orquesta del teatro Capitol, lo escuchó y lo contrató como trompetista solista por 125 dólares semanales. También trabajó con la orquesta del teatro Fox, orquestas alemanas y latinas. Comenzó a ganar suficiente dinero para enviar a su familia en México. Compró un Cadillac y un La Salle.

## Matrimonio y primer accidente
El 9 de octubre de 1930 se casó con Ann Amor Rodríguez Fernández. En 1932, en el teatro Fox, fue golpeado accidentalmente con una puerta en la cara. El impacto le rompió parte del labio superior. Aun así, tocó esa noche. Rehusó dejar de tocar. El no parar de tocar afectó su ejecución. Ni los mejores maestros ni médicos pudieron ayudarlo. Entre los maestros estaban Herbert Clarke y Walter Smith. Fue a México a tratarse con un médico. Él le quitaría la infección pero luego no puede tocar. Por recomendación de su señora madre le pide ayuda a su padre. Este le ayuda con condiciones. Luego de varias semanas consigue hacer un sonido en la trompeta. A los dos meses podía tocar todo lo que tocaba antes del accidente. Decide regresar a Estados Unidos. 
Aún no estaba listo y el maestro Louis Maggio le dice que no lo podía ayudar. Le  contó a él lo sucedido y este le recomendó que volviera con su padre. Regresa a México y luego de dos meses más vuelve con Maggio. Este le dijo que tenía el sonido mejor que antes del accidente.

## Respiración circular
En el 1933 regresa a Detroit y trabaja con la orquesta del Teatro Míchigan. En 1934 en una feria mundial aprende la técnica de respiración circular. Ese mismo año comienza a trabajar con Rudy Valle por 350 dólares semanales. En el año 1937 nacen sus gemelos Rafael y Robert. Fueron sus únicos hijos. En el 1938 se muda a Los Ángeles y comienza a trabajar con la Mutual Broadcasting System Orchestra. Firma un contrato con la MGM en 1939.
Se hace ciudadano estadounidense en 1940. Firma un contrato con Peleayz Records. Siempre decía que quería poner la trompeta en el lugar del violín, un instrumento solista en la orquesta. Decía que la trompeta podía hacer lo que cualquier violín. Comienza a preparar transcripciones de piezas de violín para trompeta. En 1945 firmó un contrato con Decca Records. Todos los discos los tocó como solista. Durante ese tiempo y el 1950 trabajó en muchísimas grabaciones y transmisiones radiales. En 1950 comienza su carrera como solista de orquesta sinfónica Su carrera duró hasta 1975 con un gran éxito cada vez mayor.
En 1950 firmó un contrato con Olds para usar esa trompeta por $6,000.00 anuales. Pasaba todo el año de gira y los veranos en campamentos y dando clínicas y clases. Por las noches tocaba conciertos con las bandas de la clínica.

## Salud
En 1956 comenzaron los ataques de asma severos. Comenzó a cancelar conciertos por problemas respiratorios. En el 1962 se le diagnosticó bronquitis y asma. Se ofreció terapia con esteroides pero la rechazó. Uno de los ataques casi le causa la muerte.
Para el 1964 el deterioro de su salud ocasionó que cambiara su estilo de vida. Luego de esto aceptó la terapia de esteroides. Ese mismo año decide retirarse de concertista. En 1966 regresa como concertista y su mayor motivación era terminar el contrato que tenía con Decca.
Le dice a los directivos que no puede terminar el contrato por sus problemas de salud. Ellos le proponen grabar usando una técnica nueva de multi-track que le permite grabar separadamente del resto del acompañamiento. 
De esta forma grabó los discos Together con Almeida y Concerto for Mendez. En 1967 fue a España y usando músicos de la Sinfónica de Madrid grabó varios discos en diez días.

## Accidente en México y fallecimiento
Ese mismo año sufre otro accidente en México. Le dan un batazo en la cara que le produce tres fracturas y le tumba cinco dientes. Él había donado los uniformes para ese equipo de pelota de niños. Luego de un año regresa a tocar pero sus compromisos bajaron de 125 al año a 25 o 30. Luego de 1968 tocaba en público muy poco y lo hacía con una banda local y tocaba en las últimas sillas. El 15 de septiembre de 1981 murió en su hogar. Las posibles causas de la muerte fueron arritmia cardíaca o derrame cerebral.

## Homenaje póstumo
Póstumamente se le dedicó una estrella en el Paseo de la fama de Hollywood. En 1993, la Universidad Estatal de Arizona (Arizona State University), de los Estados Unidos, estableció el edificio de música en donde se encuentra la Biblioteca de Rafael Méndez.